# Heteropygas angulum
Heteropygas angulum là một loài bướm đêm trong họ Noctuidae.